# Pycnocryptodes
Pycnocryptodes är ett släkte av steklar. Pycnocryptodes ingår i familjen brokparasitsteklar.
Kladogram enligt Catalogue of Life:
| Pycnocryptodes | \| \| Pycnocryptodes colorator \| \| \| \| \| \| Pycnocryptodes crenulatus \| \| \| \| \| \| Pycnocryptodes insinuator \| \| \| \| \| \| Pycnocryptodes reticulator \| \| \| \| |
|                | \| \| Pycnocryptodes colorator \| \| \| \| \| \| Pycnocryptodes crenulatus \| \| \| \| \| \| Pycnocryptodes insinuator \| \| \| \| \| \| Pycnocryptodes reticulator \| \| \| \| |
|                | Pycnocryptodes colorator |
|                | |
|                | Pycnocryptodes crenulatus |
|                | |
|                | Pycnocryptodes insinuator |
|                | |
|                | Pycnocryptodes reticulator |
|                | |